# 渡辺弥太郎
渡辺 弥太郎（わたなべ やたろう、嘉永3年（1850年）‐大正2年（1913年））は明治時代の浮世絵版画の彫師。

## 略歴
彫弥太、彫工弥太郎と号す。渡辺栄蔵の妹の子。頭彫に優れており、豊原国周、月岡芳年の錦絵を担当している。享年64。

## 作品
- 豊原国周 「鹿子嶋新誌 伊集院重成の母」 大判 明治10年
- 月岡芳年 「新柳二十四時」 大判24枚揃 明治13年
- 月岡芳年 「新撰東錦絵」 大判2枚続23組揃 明治18年‐明治19年 この揃物のうち「佐野次朗左衛門の話」他数図に名がみられる。